# Rue du Japon
Pour l’article homonyme, voir Rue du Japon (Toulouse).
La rue du Japon est une voie située dans le quartier du Père-Lachaise du 20e arrondissement de Paris.

## Situation et accès
La rue du Japon est desservie par les lignes 3 et 3 bis à la station Gambetta.

## Origine du nom

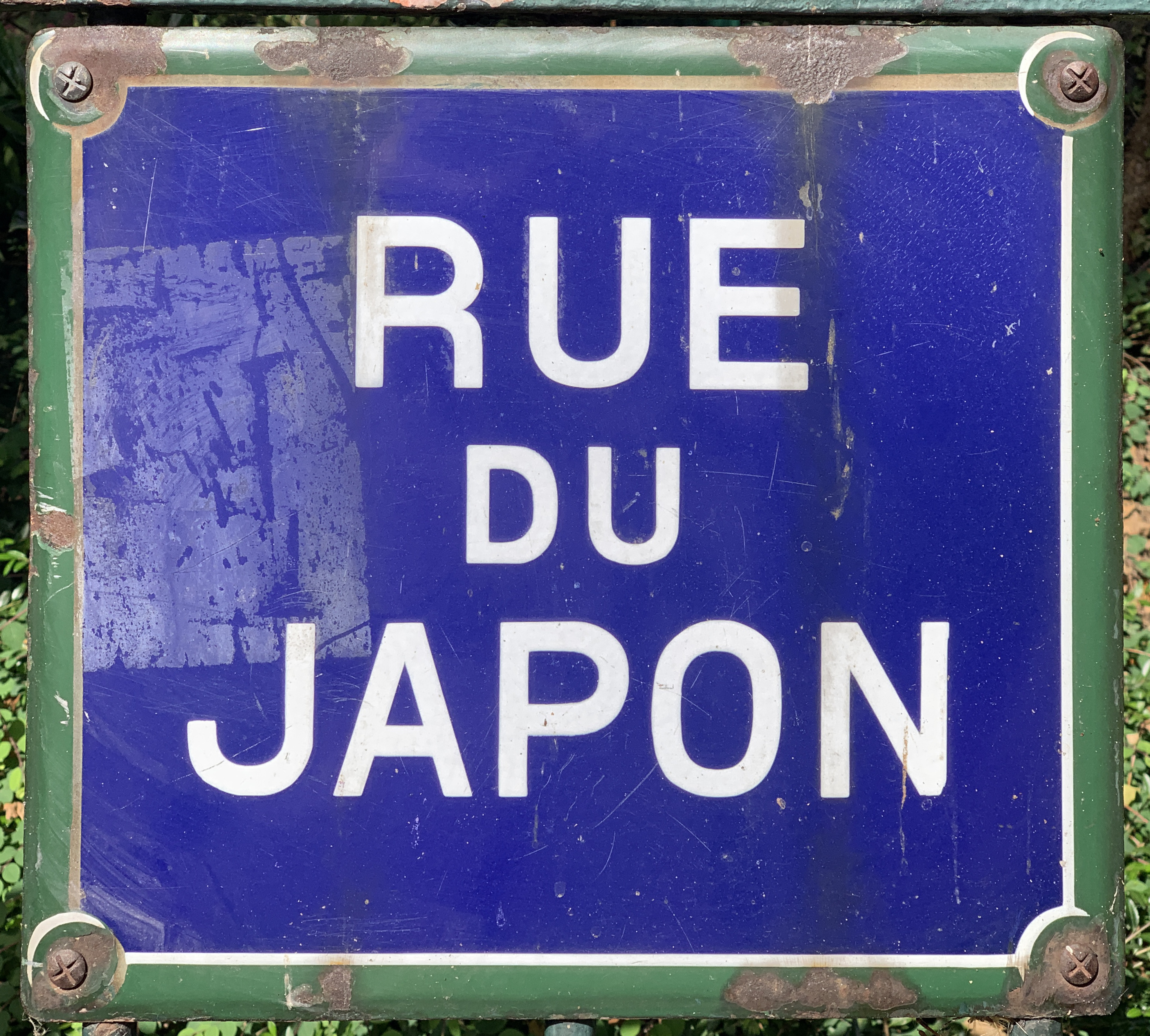
Plaque de la rue.

Elle tient son nom du pays du Soleil-Levant en raison de sa proximité avec la rue de la Chine.

## Historique
Cette voie est ouverte par la ville de Paris sous sa dénomination actuelle par un arrêté du 26 février 1867.

## Bâtiments remarquables et lieux de mémoire
- L'arrière de la mairie du 20e arrondissement de Paris.
- Le square Édouard-Vaillant.
- Le street artiste MifaMosa a installé début 2024 une mosaïque évoquant la Grande vague de Kanagawa de Katsushika Hokusai[2],[3].